# Павел Петрович Кирсанов
Па́вел Петро́вич Кирсанов — персонаж романа И. С. Тургенева «Отцы и дети». Является главным противником Базарова в романе, основным оппонентом в его идейных спорах.

## История жизни
Павел Петрович воспитывался в пажеском корпусе. Став офицером, он пользовался большим успехом в свете: Кирсанов был самоуверен, насмешлив и «забавно желчен». Он нравился женщинам, легко заводил романы, вызывал зависть у мужчин. В двадцать восемь он уже был капитаном, его ждала блестящая карьера. Однако всё внезапно изменилось: в петербургском свете появилась женщина, ставшая для Кирсанова роковой.
Павел Петрович страстно влюбился в княгиню Р., слывшую в свете легкомысленной кокеткой. Однако любовь не принесла Кирсанову счастья: ответив вначале на его чувства взаимностью, княгиня Р. вскоре охладела к нему. Но это препятствие не остановило героя. Много лет он пытался сохранить эти отношения, много лет эта иссушающая, изнуряющая страсть не давала ему покоя.
Мучительно привязавшись к княгине Р., Кирсанов никогда не мог понять её, его поражала её странность, неуравновешенность, что-то «заветное и недоступное» в её душе, куда никто не мог проникнуть. После нежных свиданий он чувствовал на сердце лишь «разрывающую и горькую досаду». Расставшись с княгиней Р., Кирсанов пытался зажить старой, привычной жизнью, что ему, однако, не удалось. Он состарился, поседел, о романах уже не помышлял. Вскоре Павел Петрович вместе с братом поселился в Марьине. В конце своей жизни он переехал в Дрезден, где и дожил свою жизнь в одиночестве.

## Краткая характеристика
Кирсанова характеризуют следующие слова автора: он интеллектуален, принципиален, проницателен, благороден и восхищается англичанами, обладает волевым характером. Хоть его высокие либеральные принципы о свободе и равенстве так и остаются на словах, по силе своего характера он действительно достойный соперник Базарова.